# Niceto Alcalá-Zamora
Niceto Alcalá-Zamora y Torres (Priego de Córdoba, 6 de julio de 1877-Buenos Aires, 18 de febrero de 1949) fue un político y jurista español que ocupó varios ministerios durante el reinado de Alfonso XIII, la presidencia del gobierno provisional de la Segunda República y, finalmente, el cargo de presidente de la República Española entre 1931 y 1936.

## Biografía

### Familia y primeros años

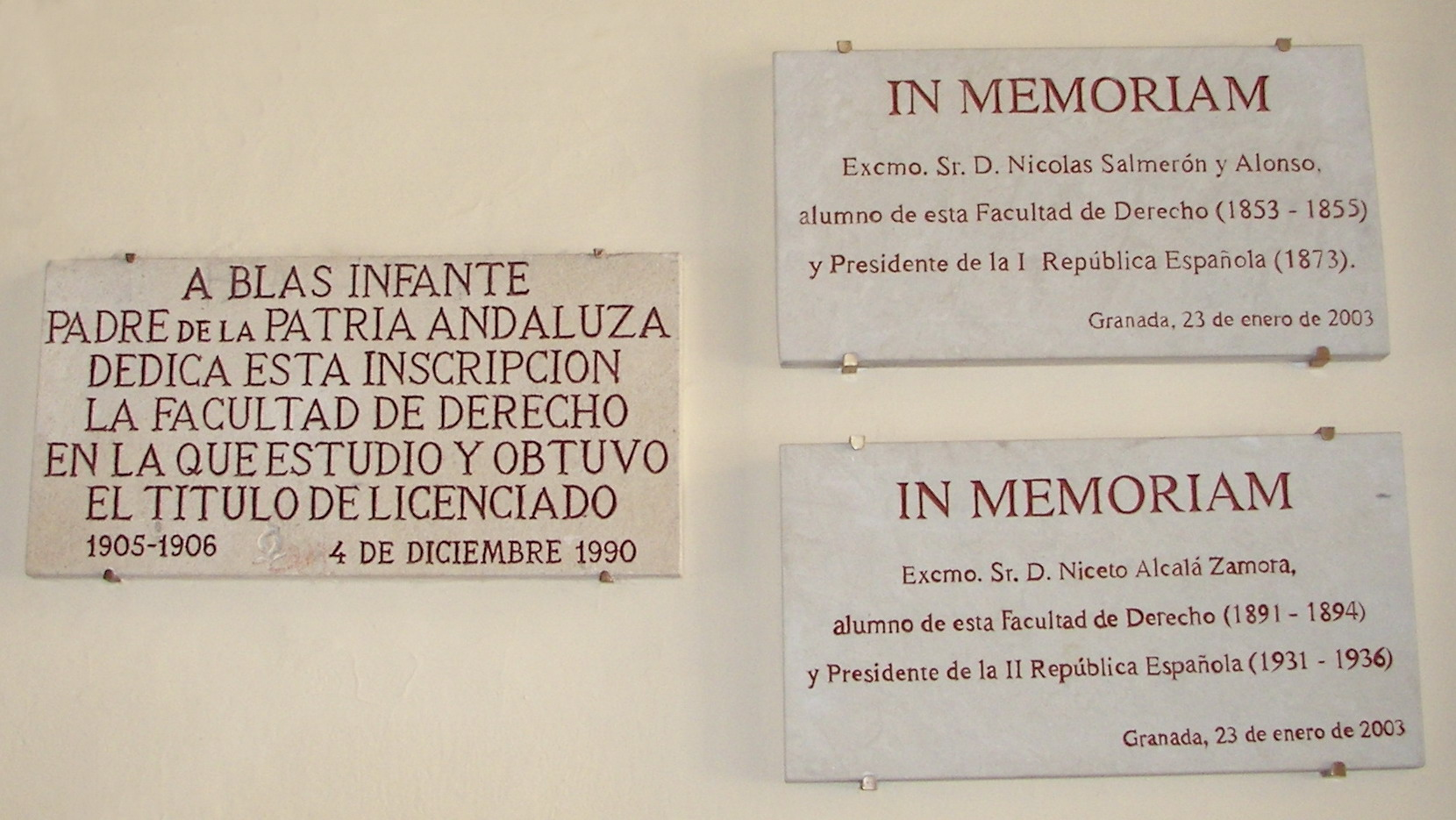
Placas conmemorativas en la Facultad de Derecho de la Universidad de Granada que recuerdan el paso como estudiante de Alcalá-Zamora por esa facultad

Fue el cuarto hijo de Manuel Alcalá-Zamora Caracuel y Francisca Torres Castillo, padres también de Manuel y Pilar. Fue nieto de Gregorio Alcalá-Zamora García y de María de Santa Engracia Caracuel Serrano, ambos naturales de Priego de Córdoba y con una larga progenie, once hijos; y de Juan Manuel Torres y de su esposa, María del Rosario Castillo, ambos naturales de Alcaudete, Jaén. Era sobrino de Gregorio Alcalá-Zamora Caracuel, diputado y senador entre 1881 y 1894. Su padre, Manuel, era secretario en el Ayuntamiento. Su madre falleció cuando Niceto tenía tres años. Su cría corrió a cargo de parientas solteras y, posteriormente, de su hermana mayor Pilar.

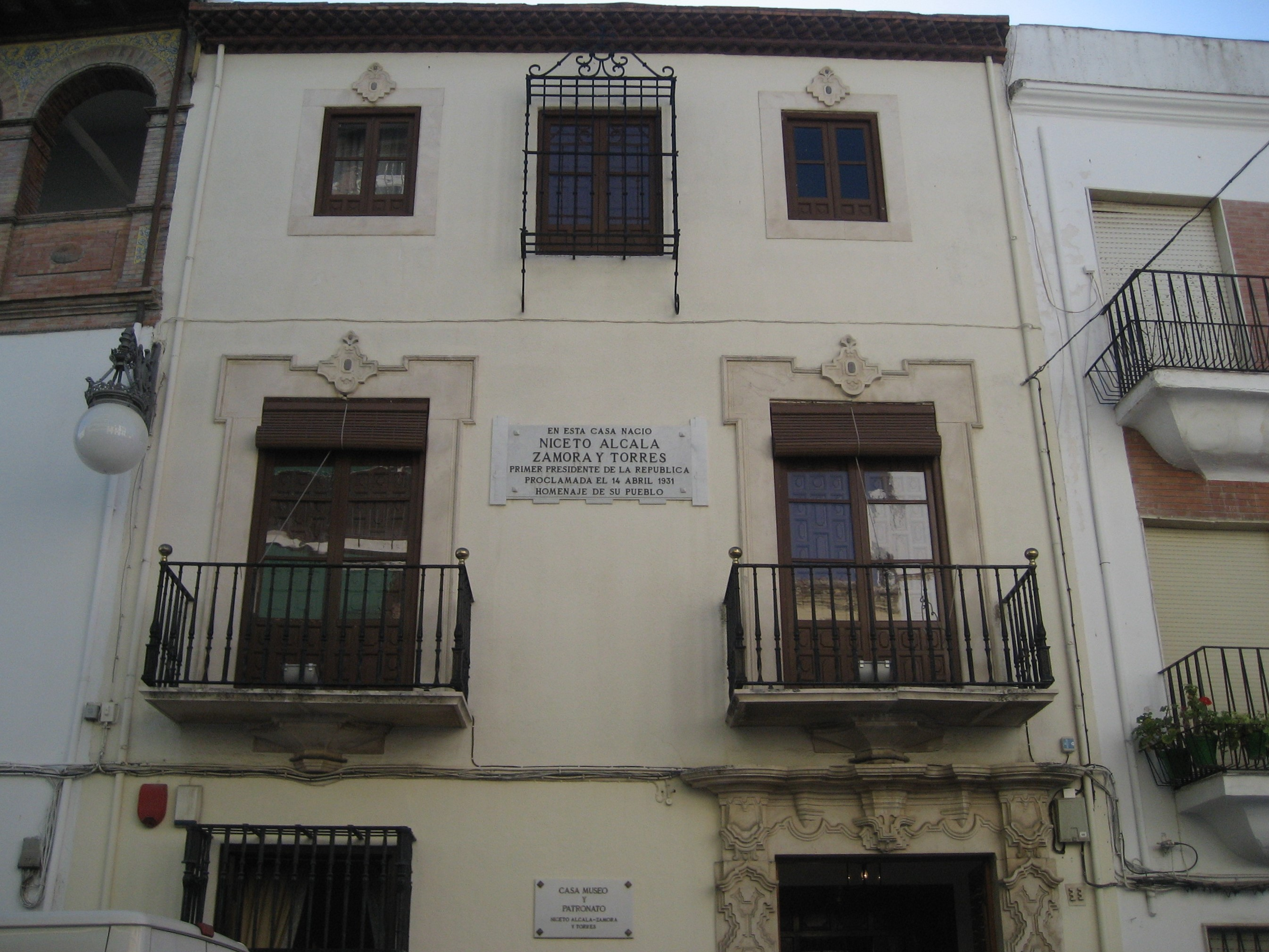
Casa Natal de Alcalá Zamora en Priego de Córdoba, actualmente museo abierto desde 1986.

Su casa natal en Priego de Córdoba, una casa señorial del siglo XIX reformada a principios del siglo XX y situada en la calle Río, 33, es actualmente un museo dedicado a su memoria. Los orígenes del museo se remontan al día 17 de diciembre de 1986, cuando las hijas de Niceto, Purificación e Isabel Alcalá-Zamora Castillo, donan al pueblo de Priego la casa natal del presidente.
Estudiante aventajado, Alcalá-Zamora cursó el bachillerato entre 1887 y 1891 en el Real Colegio de Cabra. A la temprana edad de diecisiete años era licenciado en Derecho por la Universidad de Granada y a los veintidós años, letrado del Consejo de Estado.
Contrajo matrimonio en 1900 con Purificación Castillo Bidaburu, tres años menor que él, con quien tuvo ocho hijos (tres varones, Niceto, Luis y José; y tres mujeres, Pura, Isabel y María Teresa; su hija Elia moriría a la edad de siete años; también nacieron otros dos Nicetos, uno que vivió siete días y otro que nació muerto)

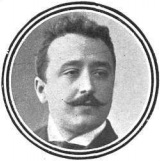
Niceto Alcalá-Zamora, fotografiado por Compañy a finales de la década de 1900.

Al cumplir los cuarenta años ya era conocido como un abogado de gran prestigio, y se hizo cargo de la cartera del Ministerio de Fomento en el gobierno de Manuel García Prieto, marqués de Alhucemas. Era el destino, casi lógico, de un político que durante toda su vida y desde muy joven había hecho gala de sus ideas liberales y monárquicas, lo que le llevó en su juventud a entrar en el Partido Liberal, liderado entonces por figuras tan ilustres como Práxedes Mateo Sagasta y Segismundo Moret. Sin embargo, era un encargo envenenado, teniendo en cuenta que España en 1917 encontraba grandes dificultades en producir alimentos en cantidad suficiente y la Primera Guerra Mundial estaba poniendo en peligro los canales tradicionales de abastecimiento.
Aquel gobierno no sobrevivió ni siquiera un año, pero aún volvería a ser ministro, en este caso de la Guerra, con Manuel García Prieto en el último Gobierno constitucional de la monarquía de Alfonso XIII.
Alcalá-Zamora había ocupado distinguidos cargos políticos y administrativos, y también se distinguió como orador en las Cortes desde que fue elegido diputado por La Carolina en 1905. Fue director de Administración Local y subsecretario de la Gobernación. También se mantuvo al tanto de la discusión sobre las mancomunidades, un programa presentado por José Canalejas con el fin de solventar el problema de la configuración territorial española. Durante todo este tiempo estuvo al servicio del Partido Liberal del conde de Romanones, pero finalmente se adscribió al Partido Liberal Democrático (PLD) de Manuel García Prieto y desde entonces comenzó su carrera ministerial, tanto en Fomento como en Guerra.
Cuando se reunieron las Cortes Generales el 23 de mayo de 1923, el hemiciclo estaba formado por veintidós agrupaciones distintas: demócratas, liberales, izquierdistas, liberales, liberales agrarios, reformistas, nicetistas, conservadores, ciervistas, mauristas, regionalistas, republicanos, socialistas, unionistas monárquicos, nacionalistas catalanes, nacionalistas vascos, integrantes de la Liga Monárquica Vizcaína, tradicionalistas carlistas, católicos, clases mercantiles, agrarios, integristas e independientes. En definitiva, un panorama político que hacía imposible gobernar.
Por todo ello, en cuanto el general Miguel Primo de Rivera dio un golpe de Estado en septiembre de 1923 e instauró el Directorio Militar, muchos españoles acogieron con entusiasmo y cierto alivio el nuevo régimen, pero Alcalá-Zamora fue modificando su postura política hasta convertirse en uno de los más firmes opositores al régimen dictatorial del general Primo de Rivera y de la monarquía de Alfonso XIII, que avaló a la dictadura.
Así, el 13 de abril de 1930, cuando el general Primo de Rivera ya había dimitido de su cargo y había sido sustituido por el general Dámaso Berenguer, que tenía el encargo de Alfonso XIII de volver al régimen constitucional de 1876, Alcalá-Zamora pronunció un famoso discurso en el teatro Apolo de Valencia en el que retiró su apoyo y confianza a la monarquía, reivindicando una república basada en un modelo similar a la Tercera República Francesa, esto es, apoyada en las clases medias y en los intelectuales.

## La proclamación de la República y el Gobierno Provisional
Junto con Miguel Maura y su partido, Derecha Liberal Republicana, representó al republicanismo conservador en el Pacto de San Sebastián celebrado el 17 de agosto de 1930, destinado a impulsar un movimiento popular que derrocase a la monarquía e instaurara un régimen republicano. De ese pacto surgió un Comité Ejecutivo encargado de dirigir la acción republicana en España y Alcalá-Zamora fue elegido presidente. Era, de hecho, el antecedente del Gobierno Provisional de la República.
El 12 de diciembre de 1930 tuvo lugar la sublevación de Jaca, cuando los capitanes Galán y García Hernández proclamaron la República en la guarnición de Jaca e iniciaron una marcha hacia Huesca pero, vencidos por las fuerzas gubernamentales, fueron juzgados y ejecutados.
También se sublevaron en el aeródromo de Cuatro Vientos el comandante Ramón Franco (hermano del general Francisco Franco) y el general Gonzalo Queipo de Llano. Estaba previsto el bombardeo del Palacio Real como señal para el pronunciamiento militar, pero al parecer, Ramón Franco vio a unos niños jugando en los jardines de Sabatini y no se atrevió a soltar las bombas, pues no quería hacer daño a los pequeños.
Así, el resto de unidades no llegaron a sumarse al levantamiento, dando lugar a que el aeródromo fuese cercado por tropas de las proximidades, por lo que tuvieron que huir a Portugal en avión. Los líderes de las fuerzas republicanas, parte del Comité, y entre ellos Alcalá-Zamora, fueron detenidos por el Gobierno. El juicio público, celebrado en marzo de 1931, les condenó a seis meses y un día, que fueron sustituidos por libertad condicional.

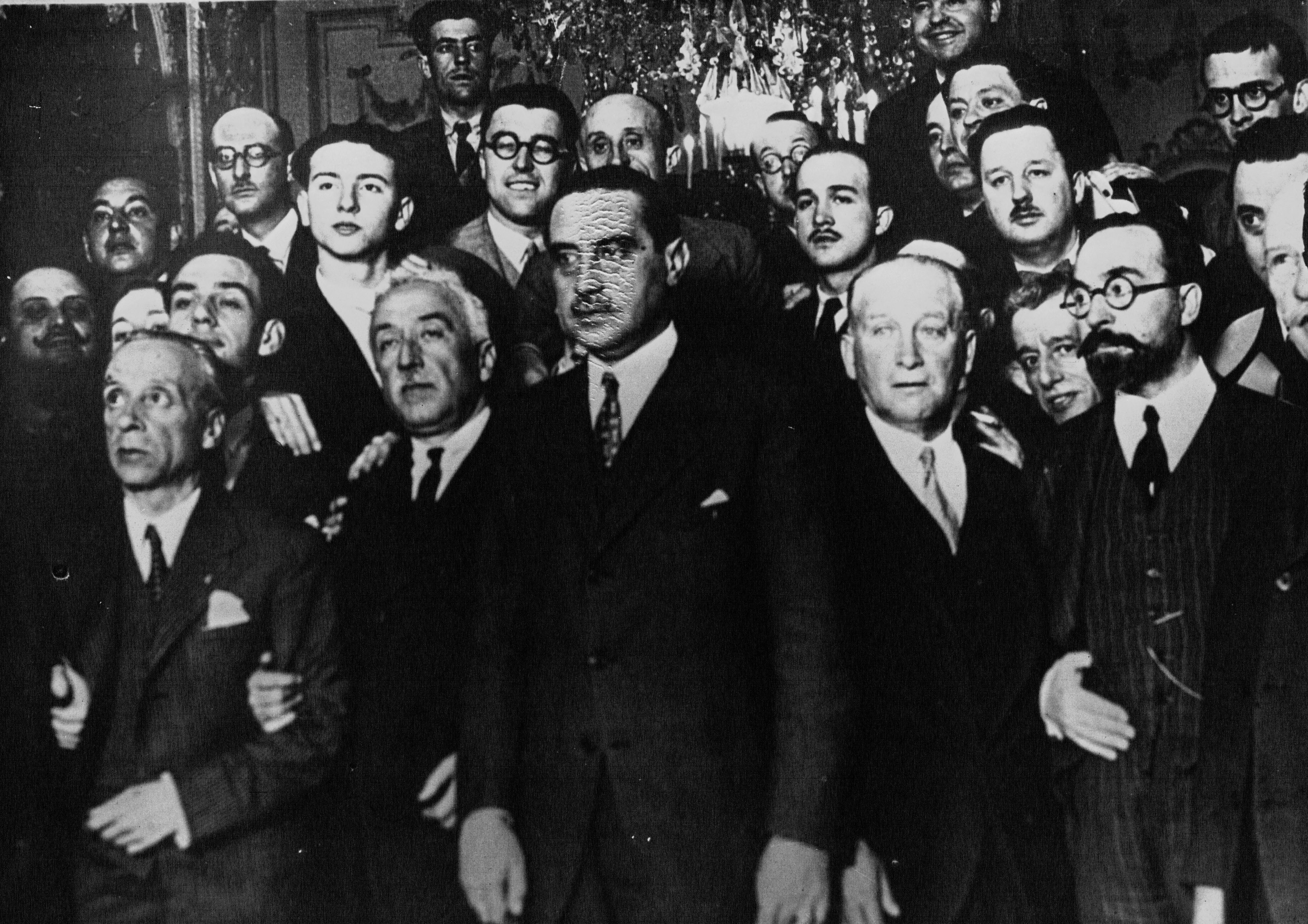
Miembros del gobierno provisional de la Segunda República; de izquierda a derecha: Álvaro Albornoz, Niceto Alcalá-Zamora, Miguel Maura, Francisco Largo Caballero, Fernando de los Ríos y Alejandro Lerroux.

Ante el difícil cariz que tomaba la situación, y tras la dimisión de Berenguer en febrero de 1931, el rey encargó al almirante Juan Bautista Aznar-Cabañas la formación del nuevo gobierno. El día 18 del mismo mes se presentó el nuevo gabinete, constituido por ministros de todas las tendencias monárquicas, pero ese mismo gobierno reflejaba la incapacidad del monarca para encontrar una dirección capaz de estabilizar la desprestigiada monarquía española. Así, el 12 de abril de 1931 se celebraron unas elecciones municipales cruciales en la Historia de España.
Los primeros recuentos eran de 22 150 concejales monárquicos contra 5775 republicanos, aunque estudios posteriores arrojan 19 035 concejales proclives a la monarquía, 39 568 republicanos y 15 198 tradicionalistas, integristas, nacionalistas vascos, independientes, etc., que no podían encuadrarse en una categoría concreta. En 41 de las 50 capitales de provincia ganaron los republicanos. En Barcelona, los republicanos cuadruplicaron los votos monárquicos, y en Madrid los triplicaron. Alfonso XIII, partidario frente a alguno de sus ministros de que no hubiese derramamiento de sangre, se exilió ante el ultimátum del Comité Revolucionario presidido por Alcalá-Zamora. Este, que contó desde el primer momento con el apoyo popular y con el de la Guardia Civil, mandada en aquellos momentos por el general José Sanjurjo, se convirtió en el presidente del Gobierno Provisional. Alcalá-Zamora y Maura garantizaban la presencia de la vivaz burguesía conservadora en el gobierno y la continuidad política dentro de un régimen distinto. Este gobierno proclamó la Segunda República Española el 14 de abril de 1931; mientras el rey embarcaba en Cartagena y su familia tomaba un tren que les llevaría hacia Francia.
El 15 de abril de 1931, el nuevo Gobierno republicano hizo público un programa de actuación basado en los acuerdos del Pacto de San Sebastián. Fue anunciada una reforma agraria, libertad de cultos y creencias, respeto a la propiedad privada, responsabilidades a los colaboradores de la dictadura, aumento gradual de las libertades individuales y sindicales, etc.
Apenas accedió al poder, el Gobierno tuvo que enfrentarse a la proclamación de la República Catalana y a los sucesos anticlericales del mes de mayo de ese mismo año. También hubo muchas dificultades con las organizaciones anarquistas, que negaron su colaboración con la nueva República e incluso se enfrentaron abiertamente a ella.

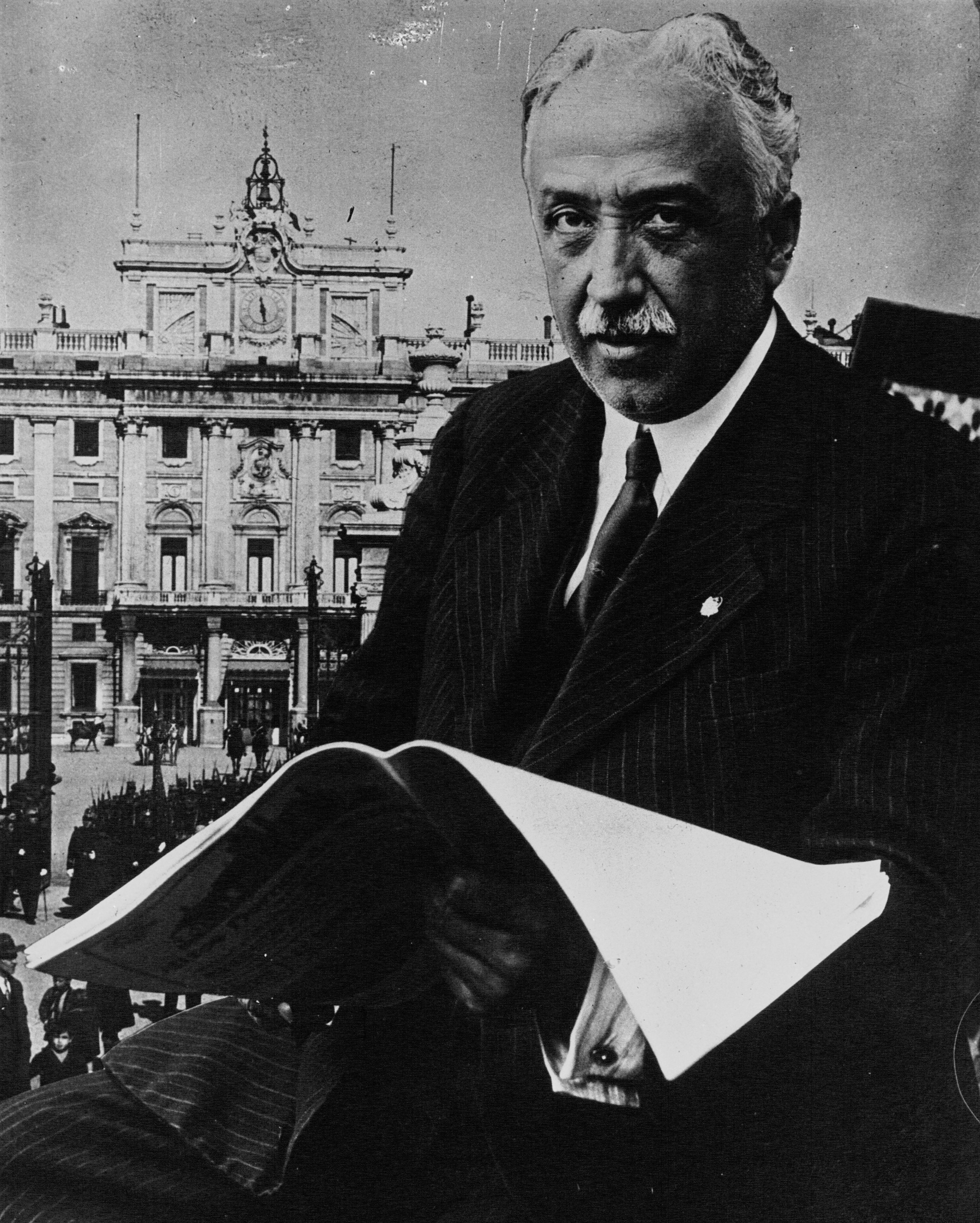
Alcalá-Zamora en 1931

El Gobierno se fue inclinando hacia la izquierda, representado en el republicanismo de Manuel Azaña, postura que claramente se reflejó en la redacción de la Constitución de 1931, convocando elecciones el 28 de junio. La cuestión clerical enfrentó de nuevo a republicanos conservadores e izquierdistas, socialistas y radicales, y finalmente tanto Alcalá-Zamora como Maura abandonaron el gobierno el 14 de octubre de 1931.

## Presidente de la República

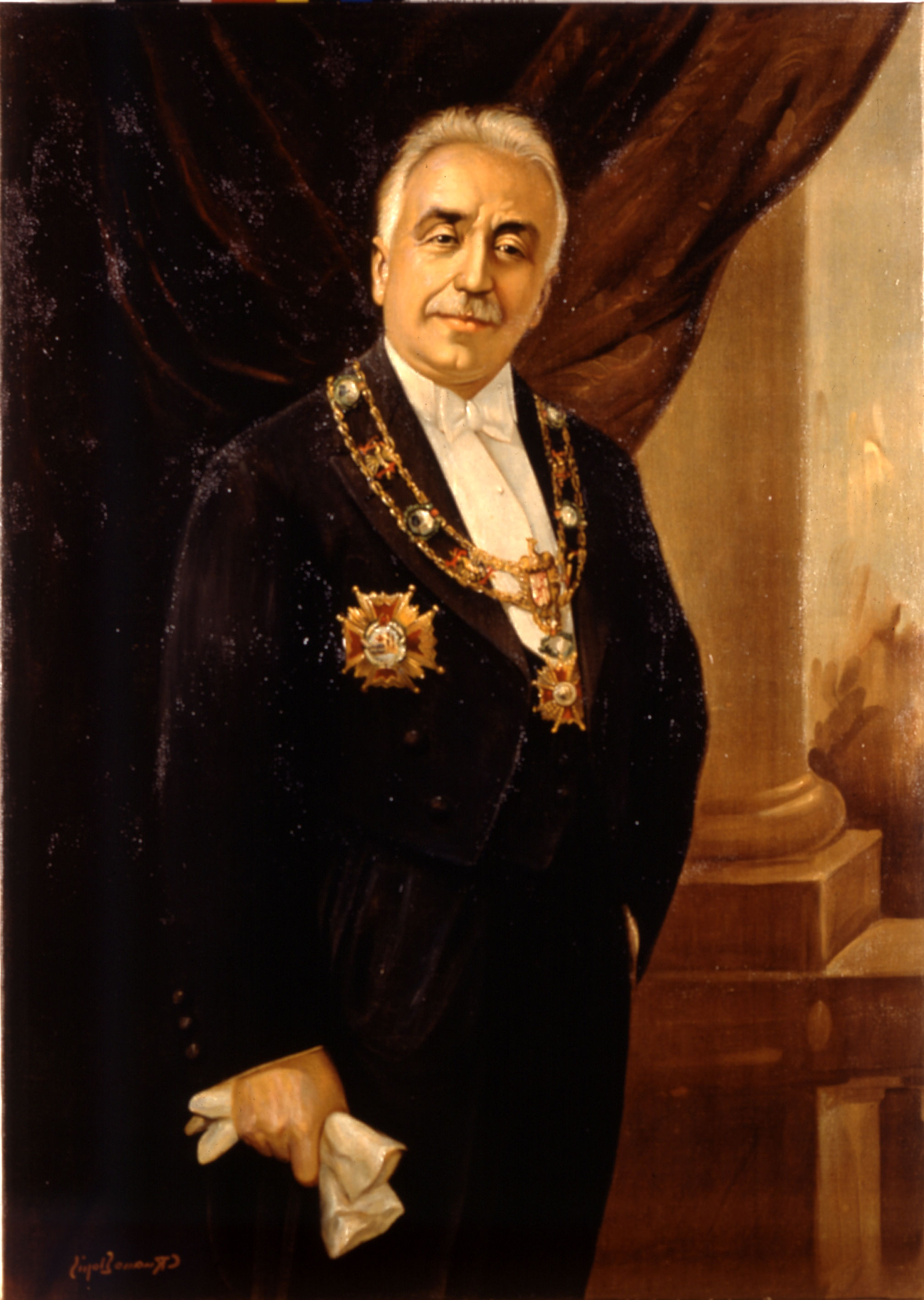
Retrato oficial de Alcalá Zamora como presidente de la República Española, por Carlos Ruano Llopis.

Temiendo que Alcalá-Zamora emprendiera una campaña revisionista y de desprestigio contra la República, los socialistas y los azañistas convinieron en ofrecerle la presidencia de la República, cargo para el cual fue elegido candidato único el 2 de diciembre. Juró el cargo el 11 de diciembre de 1931.
La idea del presidente de la República era incorporar a la dirección de España las nuevas fuerzas surgidas después de la Restauración y contenidas por los últimos Borbones. Esta apertura debía hacerse desde arriba, suprimiendo todo lo que impidiera este paso y estableciendo las premisas esenciales de un nuevo orden por la vía pacífica y parlamentaria. 

### Los problemas con Azaña

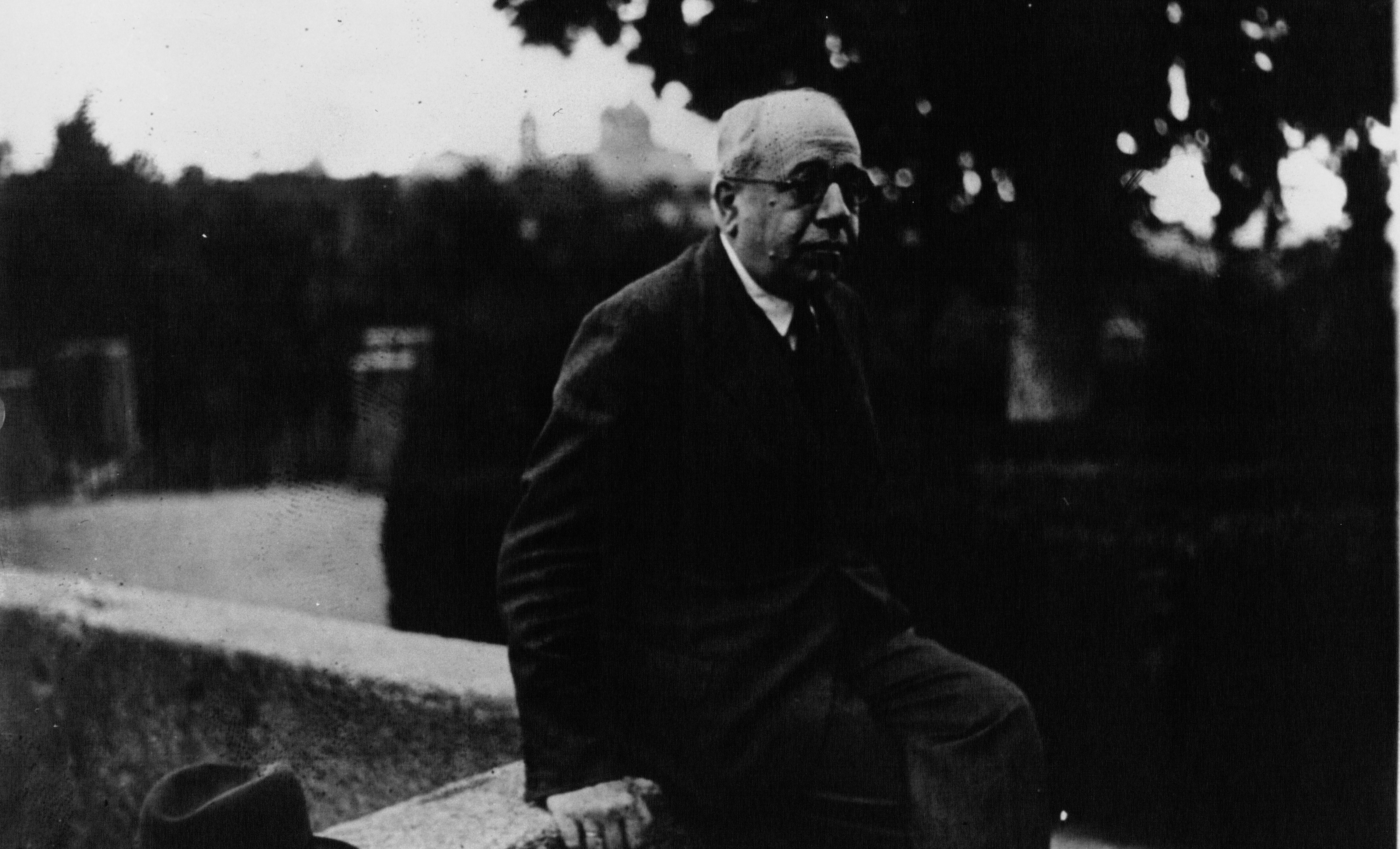
Manuel Azaña en Aranjuez, fotografiado en 1932.

Las relaciones con el Gobierno eran oscilantes. Cuando Azaña le presentó para su ratificación la ley de Congregaciones (ley de secularización de la enseñanza) y la ley del Tribunal de Garantías Constitucionales, que completaban la Constitución republicana de 1931, Alcalá-Zamora se resistió al máximo a firmar ambas leyes, pero no se atrevió a vetarlas. La oposición acusó a Alcalá-Zamora de morosidad.
Más tarde, con ocasión de un reajuste gubernamental, las diferencias volvieron a surgir y Azaña dimitió con su gabinete. Tras varias consultas fallidas, Alcalá-Zamora volvió a nombrar como presidente del Consejo de Ministros a Azaña (12 de junio), hecho que decepcionó a los conservadores.
Meses más tarde, en septiembre, Azaña dimitió. Alcalá-Zamora disolvió las Cortes Constituyentes y, después de un fugaz mandato del radical Alejandro Lerroux, le encargó al también radical Diego Martínez Barrio la celebración de nuevas elecciones para el 8 de octubre de 1933.

### El bienio radical-cedista
Las fuerzas derechistas ganaron ampliamente las elecciones del 29 de noviembre de 1933, las primeras de la Historia de España en las que pudieron votar las mujeres. Alejandro Lerroux formó gobierno por encargo del presidente y con la anuencia de la Confederación Española de Derechas Autónomas (CEDA), dirigida por José María Gil-Robles. Alcalá-Zamora se llevó mal con los radicales y sobre todo con la CEDA, ya que desconfiaba del espíritu democrático del partido de Gil-Robles, que, si bien se declaraba respetuoso con el orden establecido, no había jurado lealtad a la República. Por esta razón buscó siempre soluciones de compromiso, como el confuso gobierno del radical Ricardo Samper, que no gustaron a nadie.

Estandarte presidencial de Niceto Alcalá-Zamora.

En octubre tuvo que volver a recurrir a Lerroux, que formó gobierno con tres ministros de la CEDA, pero el levantamiento independentista del 6 de octubre de 1934 en Barcelona, la revolución de Asturias, su indecisión y el escándalo del «estraperlo» impidieron una acción de gobierno coherente.
Por otra parte, Alcalá-Zamora utilizó todos sus recursos para apartar a la CEDA del poder hasta que la crisis de gobierno del 9 de diciembre de 1935 le ofreció esta oportunidad. Nombró primer ministro a su amigo Manuel Portela Valladares, que presidió un interregno entre noviembre de 1935 y febrero de 1936. Su intención era crear una fuerza de centro entre la derecha radical-cedista y la izquierda social azañista.

### Destitución

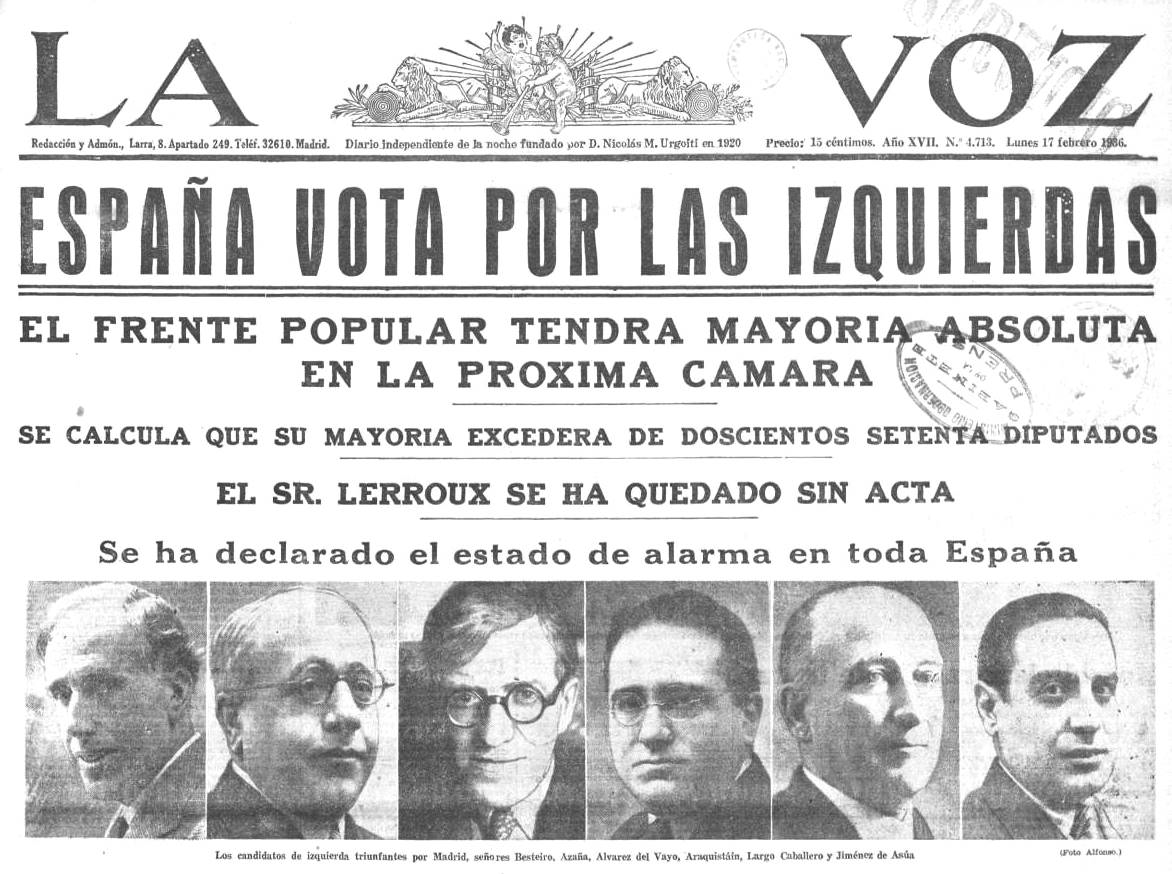
Titular del periódico LA VOZ mostrando los líderes del Frente Popular ganadores de las elecciones de febrero de 1936.

El Frente Popular ganó las elecciones de febrero de 1936. Si esto era una derrota para la derecha, también lo era para Alcalá-Zamora y sus aspiraciones. Azaña fue el encargado de formar gobierno.
Los republicanos de izquierdas no habían olvidado la actitud de Alcalá-Zamora desde junio de 1933. Se abrió un debate en las Cortes sobre la inconstitucionalidad de la última disolución de las mismas, ya que según la Constitución de 1931, el presidente estaba facultado para disolver las Cortes dos veces, pero la segunda disolución podía ser sometida al enjuiciamiento de la Cámara, y si una mayoría consideraba que se había cometido alguna irregularidad, el presidente podría ser destituido.
La controversia se produce cuando la nueva mayoría de las Cortes, considerando que ésta era la segunda disolución, enjuician la actuación del presidente y dictaminan que la disolución se había producido con mucho retraso, por lo que el presidente debía ser destituido. Sin embargo, había quien opinaba que ésta era la primera disolución, ya que la anterior (la de 1933) no debía contarse al tratarse de las Cortes Constituyentes, las que elaboraron la Constitución y por tanto eran anteriores a ella. Finalmente, el 7 de abril de 1936, 238 diputados votaron a favor de la destitución por solo 5 en contra. 174 diputados abandonaron la cámara o se encontraban ausentes, por lo que el presidente fue destituido (se requería mayoría absoluta de los 417 diputados en ejercicio, es decir, 209). Este en principio se resistió, pero abandonado por todos tuvo que admitir el cese.
Después de unas semanas en las que se hizo cargo de la Jefatura del Estado de forma interina Diego Martínez Barrio, en su calidad de presidente de las Cortes, fue sustituido por Manuel Azaña el 11 de mayo de 1936.

## Guerra y exilio

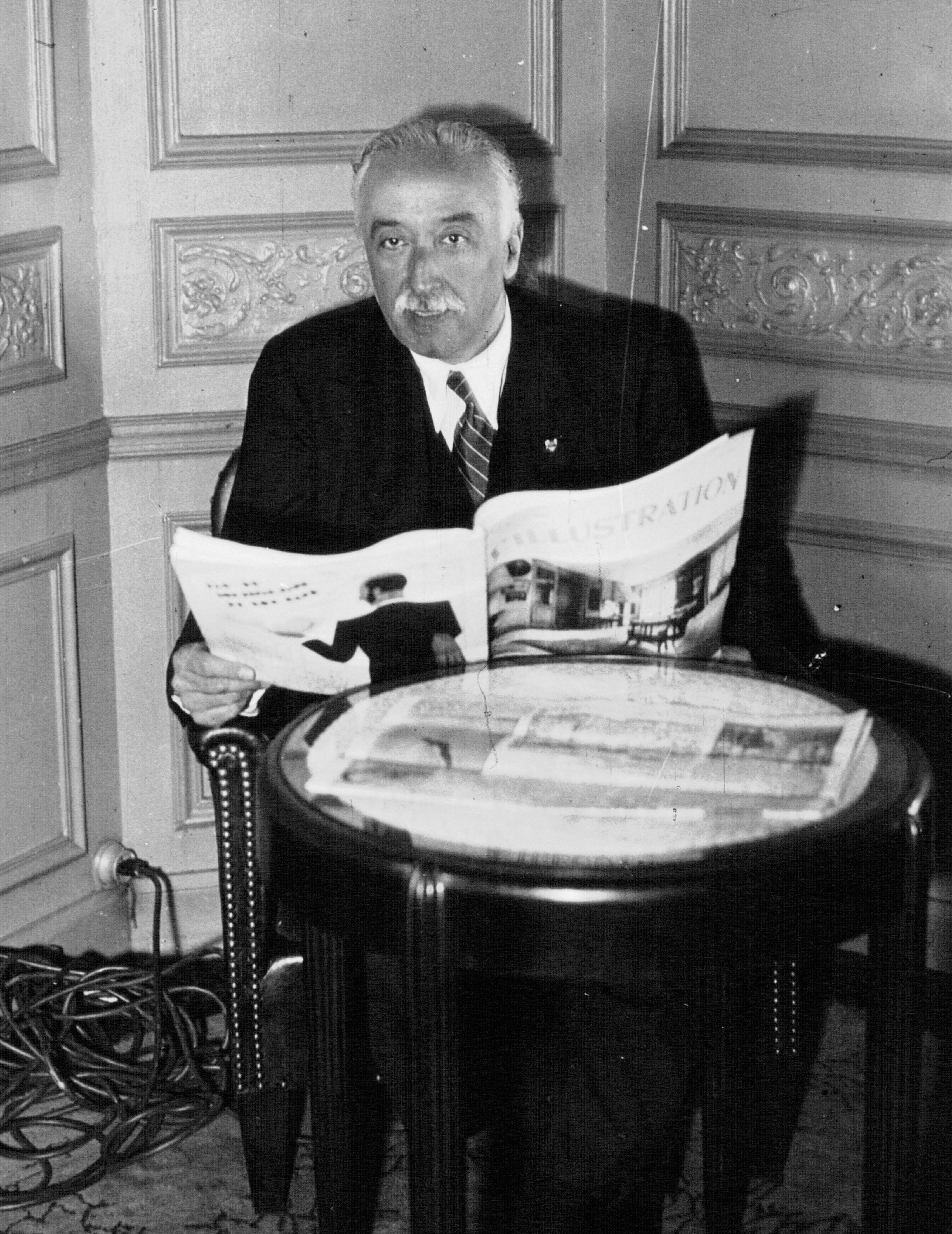
Alcalá Zamora durante su exilio en París (1936).

El inicio de la guerra civil española le sorprendió en un viaje por Noruega. Decidió no regresar a España cuando se enteró, según cuenta en sus memorias, reescritas durante el exilio, de que milicianos del Frente Popular habían entrado ilegalmente en su domicilio, robándole sus pertenencias y saqueado asimismo su caja de seguridad (y al menos, otra propiedad de una de sus hijas) en el banco Crédit Lyonnais de Madrid, llevándose el manuscrito de sus memorias, parte del cual fue publicado (con cortes de la censura) en la prensa republicana durante la guerra y ampliamente comentado por Manuel Azaña en sus Memorias. Fijó su residencia en Francia, donde le sorprendió la Segunda Guerra Mundial.
El 17 de enero de 1937, en plena guerra civil, publicó un artículo en el diario suizo Journal de Genève en el que se sumó a la tesis del bando sublevado de que la victoria del Frente Popular en las elecciones generales de febrero de 1936 se había producido gracias a la alteración de las actas electorales por la «ofensiva del desorden» desplegada por el Frente Popular en la calle durante la tarde-noche del mismo día de las elecciones y los días siguientes («la muchedumbre se apoderó de documentos electorales; en muchas localidades los resultados pudieron ser falsificados»), seguida de la manipulación llevada a cabo por la Comisión de Actas («que procedió de manera arbitraria. Se anularon todas las actas de ciertas provincias, donde la oposición resultó victoriosa; se proclamaron a candidatos amigos vencidos. Se expulsó de las Cortes a varios diputados de la minoría»). Así fue como, según Alcalá Zamora, el Frente Popular consiguió la mayoría absoluta en las Cortes cuando solo había obtenido realmente unos 200 escaños muy lejos por tanto de los 237 en que se situaba el umbral de la mayoría absoluta. El Frente Popular logró conquistar la mayoría absoluta «violando todos los escrúpulos de legalidad y de conciencia», concluía Alcalá Zamora.
Terminada la guerra, en 1941 el Tribunal Nacional de Responsabilidades Políticas creado por el bando vencedor le impuso una multa de 50 millones de pesetas por considerarle «uno de los principales responsables, por acción y por omisión, de haber forjado la subversión roja, haber contribuido a mantenerla viva durante más de dos años y a estorbar el triunfo providencial del glorioso Alzamiento», lo que conllevó la confiscación de sus bienes. También le condenó a la pérdida de la nacionalidad española en aplicación del artículo 9 de la Ley, aunque no hay constancia de que el gobierno franquista llegara a aplicar dicho extremo. Después de múltiples penalidades, debido a la ocupación alemana y a la actitud colaboracionista del gobierno de Vichy, salió de Francia y tras un viaje transatlántico de 41 días en barco llegó a la Argentina en enero de 1942, donde vivió de sus libros, artículos y conferencias hasta su muerte. Esta se produjo el 18 de febrero de 1949 en Buenos Aires.

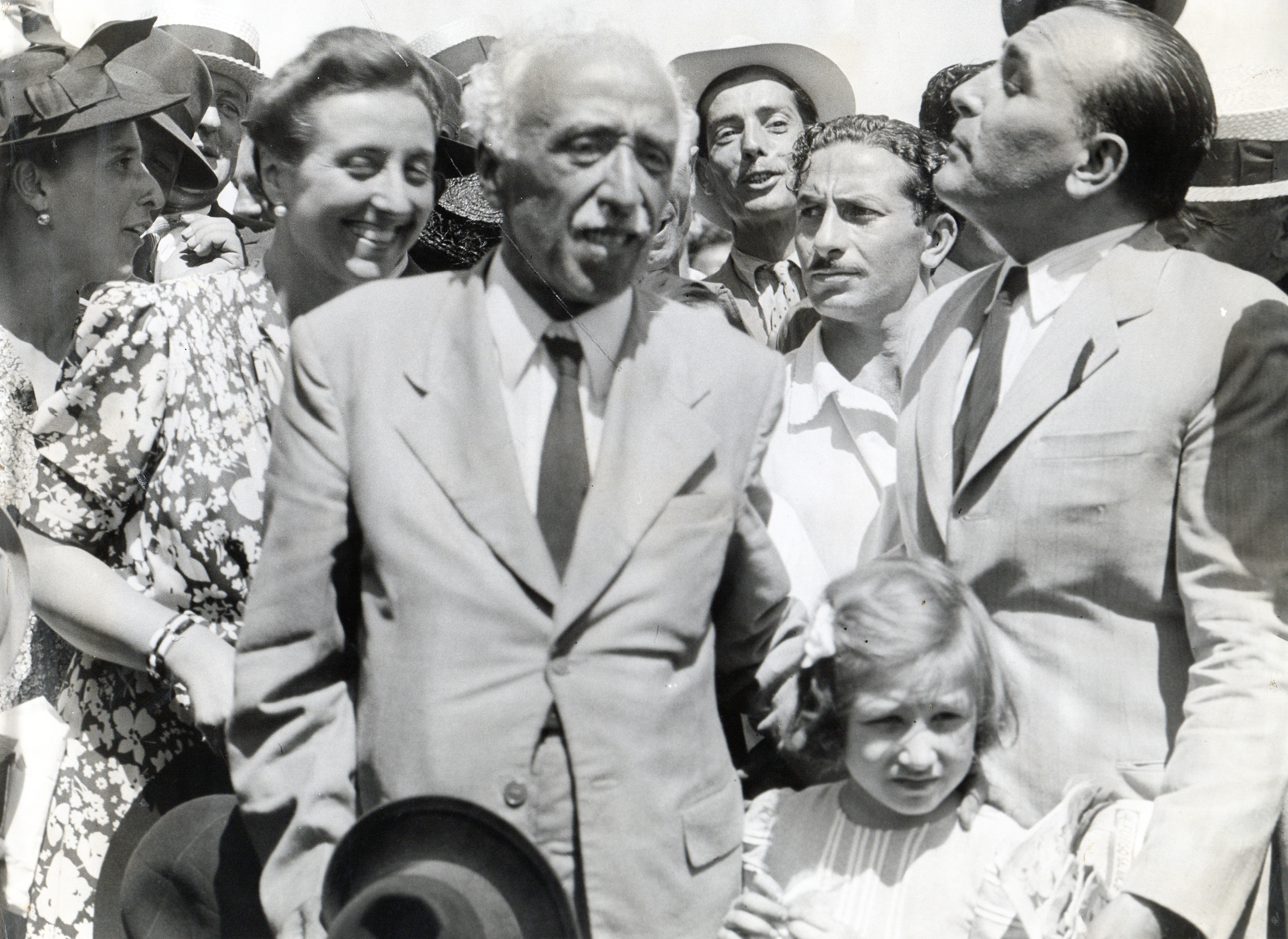
Alcalá-Zamora en Buenos Aires en 1942

No quiso volver a España durante la dictadura franquista, aunque, al parecer, se le hizo algún ofrecimiento, ya que un hijo suyo estaba casado con una hija del general Queipo de Llano, uno de los protagonistas de la sublevación, y que Niceto Alcalá-Zamora era un hombre de profundas creencias católicas. Su cadáver fue repatriado a España en 1979 y enterrado en el cementerio de la Almudena de Madrid.
A mediados de diciembre de 2008 unos 1200 documentos históricos fueron recuperados por la Guardia Civil. Entre ellos estaban las memorias manuscritas del presidente, así como cartas y diversos papeles que le fueron sustraídos en febrero de 1937.

### Los diarios
Estos textos inéditos en su mayoría han sido usados por sectores revisionistas de derecha sobre el supuesto fraude electoral de febrero de 1936. Ya el proceso de aparición del texto fue bastante extraño: un empresario anónimo ofreció en venta los valiosos documentos al escritor César Vidal, quien se puso en contacto con el historiador Jorge Fernández-Coppel, y con el Grupo de Patrimonio de la Guardia Civil, para que su colega se reuniera con el empresario en Valencia y, así, pudiera ser incautada la documentación mediante la intervención de un agente de incógnito conocida como la Operación León.
Por tratarse de documentos privados, protegidos como tales por la ley, Rogelio Blanco Martínez, firme defensor de la Ley de la Memoria Histórica y cargo público encargado, no publica estos diarios. En estos documentos, el que fuera presidente de la Segunda República entre 1931 y 1936 reflejaba su visión del proceso político de aquel período.

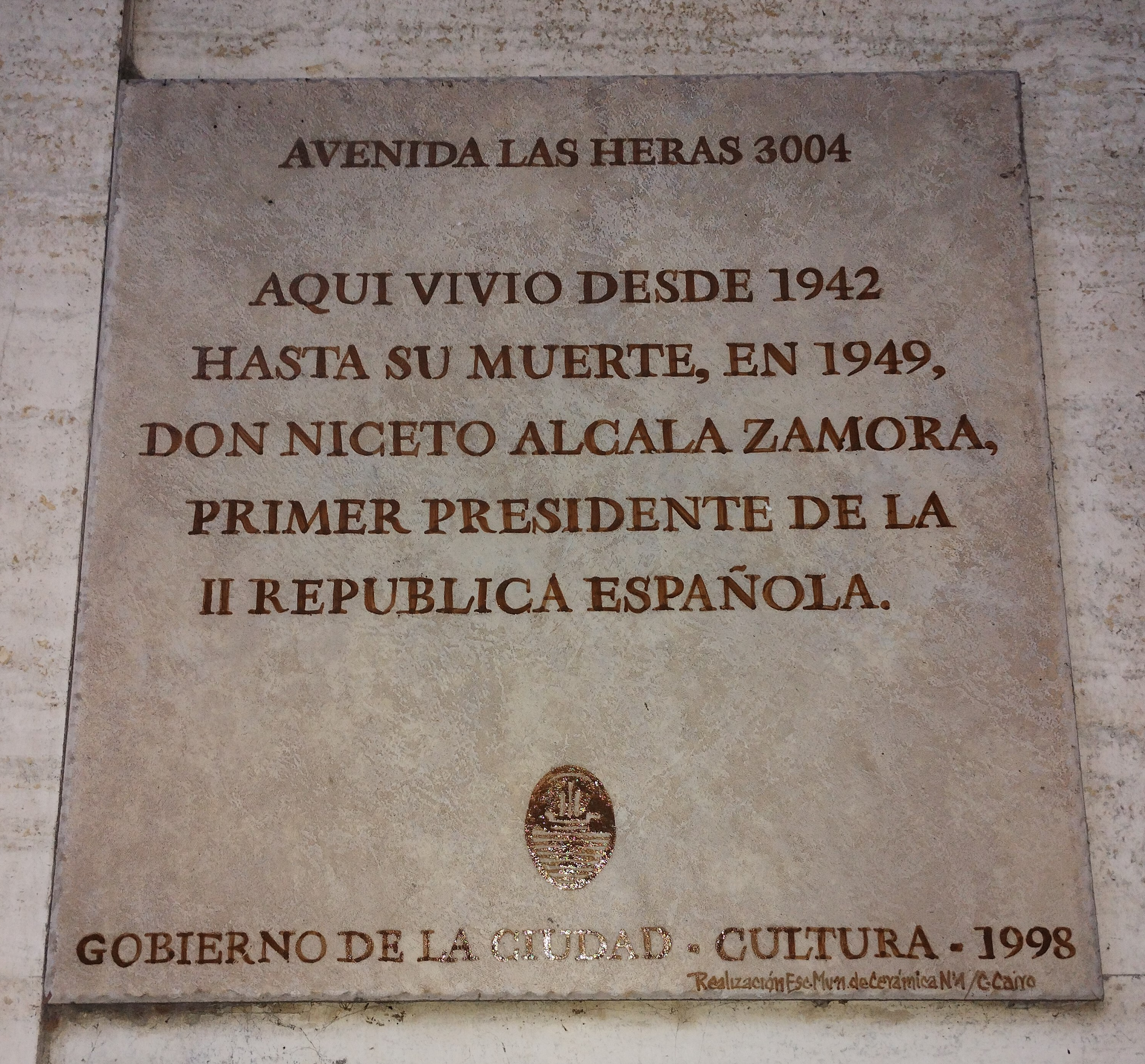
Placa conmemorativa que recuerda a Niceto Alcalá Zamora en el edificio donde vivió su exilio de Buenos Aires, en la Av. Las Heras 3004.

Los herederos han decidido emprender un proceso que culmine con la recuperación de los documentos, tal como ha manifestado su nieto el historiador y miembro de la Real Academia de la Historia, José Alcalá-Zamora y Queipo de Llano, quien considera necesario hacer público el documento que más luz puede arrojar sobre la historia de España de aquellos convulsos años.  Solamente conociendo los escritos robados, “se podrá hacer justicia respecto a la significación histórica del presidente de la República”.
Para la única persona que ha tenido acceso a los documentos en los últimos meses, el historiador Jorge Fernández-Coppel, son fundamentales para entender el proceso que llevó de la proclamación de la República a la Guerra Civil:

Entre las 1100 páginas de los papeles que mantiene secuestrados el Ministerio de Cultura se encuentra una explicación de los sucesos de la Revolución de octubre de 1934 y la constatación del fraude en las elecciones que dieron el triunfo al Gobierno revolucionario del Frente Popular.
José Rodríguez Labandeira, profesor de Historia Contemporánea de la Universidad Autónoma de Madrid, considera que aportará luz sobre la destitución ilegal del presidente tras las elecciones de febrero de 1936 [cita requerida].

La publicación de la primera parte de los diarios se produce el 15 de noviembre de 2011, en la editorial La esfera de los libros con el título Asalto a la República. Con edición de Jorge Fernández-Coppel, prólogo de Juan Pablo Fusi y epílogo de José Alcalá-Zamora, en este libro se incluyen además numerosas cartas inéditas y documentos que ponen en jaque ciertos episodios, como las actas de los votos obtenidos por los distintos grupos en las elecciones a Cortes del 16 de febrero de 1936, que demuestran, según algunos autores que en dichas elecciones hubo fraude electoral; aunque la fuente última sean los propios diarios de un presidente que fue destituido pocos días después de los hechos. 

## Obras
- El regionalismo y los problemas de Cataluña, 1916.
- El expediente Picasso, 1923.
- La unidad del Estado y la diversidad de sus legislaciones civiles, 1924.
- Los defectos de la Constitución de 1931, 1936.
- Lo que puede ser y lo que no puede ser, 1945.
- Memorias. Ed. Planeta, Barcelona, 1998. ISBN 84-08-02608-9
- Asalto a la República : enero-abril de 1936 : los diarios robados del presidente de la Segunda República / Niceto Alcalá-ZamoraISBN 978-84-9970-812-6